# Godzilla vs. Kong
Godzilla vs. Kong is een Amerikaanse monsterfilm uit 2021, geregisseerd door Adam Wingard. De film is het vervolg op Godzilla: King of the Monsters (2019) en Kong: Skull Island (2017) en de vierde film in Legendary's MonsterVerse. De film is ook de 36e film in de Godzilla-franchise, de 12e film in de King Kong-franchise en de vierde Godzilla-film die volledig door een Hollywood-studio wordt geproduceerd.

## Verhaal
Godzilla en Kong strijden tegen elkaar om te beslissen wie de koning van de monsters wordt op Aarde. Ondertussen probeert Monarch een gevaarlijke zoektocht om de oorsprong van de titanen op een mysterieus eiland te ontdekken.

## Rolverdeling
| Acteur              | Personage            | Opmerkingen                                                                                  |
| ------------------- | -------------------- | -------------------------------------------------------------------------------------------- |
| Alexander Skarsgård | Dr. Nathan Lind      | Geoloog en cartograaf voor Monarch                                                           |
| Millie Bobby Brown  | Madison Russell      | Dochter van Monarch wetenschappers Mark en Emma Russell                                      |
| Rebecca Hall        | Dr. Ilene Andrews    | Professor die voor Monarch werkt                                                             |
| Brian Tyree Henry   | Bernie Haye          | Voormalig Apex Cybernetics technicus die samenwerkt met Madison en Josh                      |
| Shun Oguri          | Ren Serizawa         | Apex Cybernetics wetenschapper en technicus                                                  |
| Eiza González       | Maia Simmons         | Apex Cybernetics directrice/zakenvrouw, dochter van Walter Simmons                           |
| Julian Dennison     | Josh Valentine       | Een vriend van Madison die haar en Bernie helpt in onderzoeken van Godzilla's vreemde gedrag |
| Kyle Chandler       | Dr. Mark Russell     | Monarch assistent directeur en vader van Madison                                             |
| Demián Bichir       | Walter Simmons       | Miljardair CEO en oprichter van Apex Cybernetics                                             |
| Lance Reddick       | Directeur Guillermin | De directeur van Monarch                                                                     |
| Hakeem Kae-Kazim    | Admiraal Wilcox      | Marine admiraal wiens vloot Kong vervoerd                                                    |

## Achtergrond

### Muziek
Op 10 juni 2020 werd Tom Holkenborg, beter bekend als Junkie XL aangekondigd als de componist van de film. Holkenborg was in zijn jeugd al fan van de strips over King Kong en verzamelde later alle films van Godzilla op VHS-banden. De originele soundtrack met de muziek van Holkenborg werd op 26 maart 2021 uitgebracht door WaterTower Music.

### Release
Na te zijn uitgesteld vanaf een releasedatum in november 2020 vanwege de COVID-19-pandemie, werd Godzilla vs. Kong in enkele landen, waaronder Hongkong in de bioscoop uitgebracht op 24 maart 2021 en staat gepland voor release in de Verenigde Staten op 31 maart, waar het zal worden uitgebracht. gelijktijdig in bioscoop en op HBO Max.

### Ontvangst
De film heeft overwegend positieve recensies gekregen van critici en heeft wereldwijd een brutowinst van $ 446 miljoen, waarmee het de vierde brutowinstfilm van 2021 is.
Op Rotten Tomatoes heeft Godzilla vs. Kong een waarde van 76% en een gemiddelde score van 6,4/10, gebaseerd op 364 recensies. Op Metacritic heeft de film een gemiddelde score van 68/100, gebaseerd op 59 recensies.